# Scholtzia laxiflora
Scholtzia laxiflora là một loài thực vật có hoa trong Họ Đào kim nương. Loài này được Benth. miêu tả khoa học đầu tiên năm 1867.